# Jenny Morris
Pour les articles homonymes, voir Morris.
Jennifer Lynn Morris , dite Jenny Morris, née le 20 septembre 1972 à Maryborough, est une joueuse australienne de hockey sur gazon.

## Biographie
Jenny Morris remporte aux Jeux olympiques d'été de 1996 à Atlanta la médaille d'or avec l'équipe nationale. Elle réitère cette performance aux Jeux olympiques d'été de 2000 à Sydney.